# Jessie J
Jessica Ellen Cornish (n. 27 martie 1988, Redbridge, Londra, Anglia), cunoscută publicului larg sub numele de Jessie J, este o cântăreață și textieră britanică. A semnat un contract cu casa de discuri Island Records, după care a înregistrat primul album, numit Who You Are. A cunoscut pentru prima dată faima după ce a compus cântece pentru cântăreți americani precum Chris Brown sau Miley Cyrus. Cea mai de succes melodie pe care a compus-o este „Party in the U.S.A.”, care a fost foarte apreciată în numeroase țări. La 7 ianuarie 2011, Jessie J câștigă premiul Sound of 2011 (BBC), iar o lună mai târziu primește Critic’s Choice, în cadrul galei BRIT Awards 2011.
Primul său single, „Do It Like A Dude”, a reușit să ajungă pe locul al doilea în Regatul Unit, fiind cea mai bună clasare a melodiei. „Price Tag”, cel de-al doilea single al cântăreței, a intrat în topuri de pe primul loc în Regatul Unit, Irlanda și Noua Zeelandă, în timp ce în alte 19 țări a fost în top zece. „Price Tag” a fost lider pentru două săptămâni consecutive în Regatul Unit. Albumul său de debut a fost lansat la data de 25 februarie 2011 și s-a clasat pe locul 2 în UK Albums Chart.

## Copilărie și viață personală
Jessie J, născută sub numele de Jessica Ellen Cornish în Redbridge, Londra, Anglia, a fost elevă la liceul Mayfield din Londra. Ea a participat la cursurile școalii de arte Colin’s Performing Arts School, iar la vârsta de 11 ani a fost aleasă să joace în producția lui Andrew Lloyd Webber, Whistle Down the Wind.
Jessie J are două surori, care sunt cu cinci, respectiv șapte ani mai mari decât ea și care au fost niște eleve de top. În comparație cu surorile sale, Jessica spunea că „nu am fost niciodată foarte bună la ceva.” Viitoarea artistă a continuat, „În timpul școlii, ele [surorile mele] spuneau că sunt din familia Cornish și se așteptau să fiu ca și ele. Pune-mă să aleg haine pentru cineva, să mă machiez, să-mi fac părul, să cânt, dar nu mă pune să lucrez cu sume pentru că nu e domeniul meu.” De asemenea, ea a spus că nici la examenele școlare nu se baza pe inteligența sa.
Totuși, domeniul care i-a plăcut lui Jessie a fost cântatul, despre care vorbește ca fiind domeniul ei. Cu toate că se pricepea la muzică, a fost scoasă din corul școlii pentru că avea o voce prea puternică.
La vârsta de 16 ani, și-a început studiile la BRIT School, iar la 17 ani s-a alăturat unui grup muzical de fete, numit „Soul Deep”.
De la vârsta de 11 ani, viitoarea Jessie J suferea de o bătaie neregulată a inimii, motiv pentru care la vârsta de 18 ani are un accident vascular cerebral minor. Din cauza acestui lucru, muziciana  nu consumă alcool sau tutun.
La începutul anului 2011, a suferit un atac de panică pe scenă, după ce a fost forțată să cânte în întuneric. „Am avut recent un concert și am suferit un atac de panică pe scenă,” a declarat artista pentru NOW. Jessie a continuat, „Seara aceea s-a numit Black Out și a trebuit să cânt pe întuneric. I-am rugat să aprindă lumina, dar nu au dorit. Eram pe o scenă înaltă și pentru că nu puteam vedea nimic, am intrat în panică. A fost groaznic.”
Jessie J a recunoscut public că a fost bisexuală. Este feministă.

## Carieră

### Anii 2006 – 2010 — Începutul carierei
Primul ei contract cu o casă de discuri a fost cel semnat cu Gut Recrods, înregistrând și un album, dar compania a dat faliment înainte ca materialul să fie lansat pe piață. După acest eșec, Jessie a început să scrie versuri pentru melodii, obținând un contract de la Sony ATV.  Totodată, a ajutat-o pe Cyndi Lauper în timpul turneului Ya To The Bring al cântăreței americane, în 2008. Jessica și-a început cariera atunci când a început să scrie versuri pentru artiști ca Miley Cyrus sau Chris Brown. Cea mai de succes melodie scrisă de ea este „Party in the U.S.A.”.

### 2011 —Who You Are
Procesul de înregistrare al albumului Who You Are a durat șase ani. După spusele artistei, a fost finalizat la data de 19 ianuarie 2011. La sfârșitul anului 2010, Jessie J a lansat primul său single, "Do It Like A Dude." Melodia a fost bine primită de critici. Cu „Do It Like A Dude”, a urcat pe locul 2 în UK Singles Charts, nereușind să întreacă discul single al lui Bruno Mars, „Grenade”.
“Price Tag,” cel de-al doilea single al cântăreței, lansat la 11 ianuarie 2011, a intrat în topuri de pe primul loc în Regatul Unit, Irlanda și Noua Zeelandă, în timp ce în alte 19 țări a fost în top zece. “Price Tag” a fost lider pentru două săptămâni consecutive în Marea Britanie și a reușit să detroneze melodia colegei sale de școală (The BRIT School), Adele, “Someone Like You”. La 1 februarie 2011, “Price Tag” a fost lansat și în Statele Unite, ajungând până pe locul 23 în Billboard 100. Prima apariție a lui Jessie J la vreo televiziune din Statele Unite, a fost la data de 12 martie 2011, la NBC, în cadrul episodului din Saturday Night Live, la care a fost invitatul muzical al serii.
În 2010, single-ul ei “Sexy Silk” a putut fi ascultat în filmul Easy A.
La data de 25 februarie 2011, albumul ei de debut, Who You Are, a fost lansat. Datorită interesului foarte mare din partea fanilor, albumul a fost lansat cu o lună mai repede, inițial fiind anunțat la data de 28 martie 2011. 6 martie este data la care albumul ocupă locul doi în UK Album Chart. În aprilie 2011, albumul debutează pe locul 11 în Statele Unite. Jessie J a cântat la iTunes Festival la data de 15 iulie 2011.

### 2012 – prezent — The Voice UK
În 2012 și 2013, muziciana a fost antrenor al emisiunii de talente The Voice UK.

## Discografie
- Who You Are (2011)
- Alive (2013)
- Sweet Talker (2014)
- R.O.S.E. (2018)
- This Christmas Day (2018)

## Legături externe
Materiale media legate de Jessie J la Wikimedia Commons
- Site web oficial
- Jessie J discografia la Discogs
- Jessie J's channel pe YouTube